# 西浦正記
西浦 正記（にしうら まさき、1968年6月10日 - ）は、日本の演出家、映画監督。主にフジテレビのテレビドラマの演出を手がける。元フジクリエイティブコーポレーション（FCC）所属、2019年退社。2000年までは西浦 匡規と表記した。愛知県半田市出身。学習院大学。

## 作品

### テレビドラマ

#### 西浦匡規名義
- ピュア（1996年） 演出補
- バージンロード（1997年） 演出補
- 月の輝く夜だから（1997年） 演出補
- Days（1998年） 演出補
- 神様、もう少しだけ（1998年） 演出
- じんべえ（1998年） 演出補
- セミダブル（1999年） 演出補
- 二千年の恋（2000年） 演出

#### 西浦正記名義
- バスストップ（2000年） 演出
- ムコ殿（2001年） 演出
  - ムコ殿2003（2003年） 演出
- 水曜日の情事（2001年） 演出
- ビッグマネー!〜浮世の沙汰は株しだい〜（2002年） 演出
- 天才柳沢教授の生活（2002年） 監督
- 優しい時間（2005年） 演出
- エンジン（2005年） 演出
- 電車男（2005年） 演出
- ちびまる子ちゃん（2006年） 演出
  - ちびまる子ちゃん（2006年） 演出
- 拝啓、父上様（2007年） 演出
- はだしのゲン（2007年） 演出
- あんみつ姫（2008年） 演出
  - あんみつ姫2（2009年） 演出
- 鯨とメダカ（2008年） 演出
- コード・ブルー -ドクターヘリ緊急救命-（2008年） 演出
  - コード・ブルー -ドクターヘリ緊急救命-新春スペシャル（2009年） 演出
  - コード・ブルー -ドクターヘリ緊急救命- 2nd season（2010年） 演出
  - コード・ブルー -ドクターヘリ緊急救命- 3rd season（2017年） 演出
- ブザー・ビート〜崖っぷちのヒーロー〜（2009年） 演出
- 新春サザエさんスペシャル（2011年） 演出
  - サザエさん アニメ&ドラマで2時間半SP（2013年） 演出
- 大切なことはすべて君が教えてくれた（2011年） 演出
- 名前をなくした女神（2011年） 演出
- 最後の絆 沖縄・引き裂かれた兄弟 〜鉄血勤皇隊と日系アメリカ兵の真相〜（2011年） 演出
- 松本清張没後20年特別企画・市長死す（2012年） 演出
- リッチマン、プアウーマン（2012年）演出
  - リッチマン、プアウーマン in ニューヨーク（2013年4月1日）
- 悪党（2012年） 演出
- 救命病棟24時 第5シリーズ（2013年）演出
- ハクション大魔王（2013年） 演出
- 天誅〜闇の仕置人〜（2014年）演出
- アウトバーン マル暴の女刑事・八神瑛子（2014年）演出
- 東京にオリンピックを呼んだ男（2014年） 監督
- ファーストクラス 第2期（2014年） 演出
- あの日見た花の名前を僕達はまだ知らない。（2015年）演出
- きんぴか（2016年）演出
- 松本清張スペシャル 一年半待て（2016年）演出
- 営業部長 吉良奈津子（2016年） 演出
- 君に捧げるエンブレム（2017年） 演出
- 感情8号線（2017年） 演出
- 女の勲章（2017年） 演出
- ハラスメントゲーム（2018年）[3]演出
  - ハラスメントゲーム 秋津VSカトクの女（2020年）監督
- 絶対正義（2019年） 演出
- リーガル・ハート〜いのちの再建弁護士〜（2019年）監督
- 引き抜き屋 〜ヘッドハンターの流儀〜（2019年）監督
- 華麗なる一族（2021年）監督
- THE DAYS（2023年、Netflix）監督
- フィクサー（2023年）監督
- ジャンヌの裁き（2024年）演出[4]
- ブラックペアン シーズン2（2024年）演出
- プライベートバンカー（2025年）演出

### 映画
- 劇場版 コード・ブルー -ドクターヘリ緊急救命-（2018年7月27日公開）監督
- 逃走中 THE MOVIE TOKYO MISSION（2024年7月19日公開予定） 監督

### その他
- 連続ミュージックドラマ day alone 〜マノーラと姫ちゃん〜（2005年） 監督
- DVDドラマ はるこ☆UP DATE（2007年） 総合演出・コメンタリ音声出演

### メディア出演
- インターネットラジオ 桃井はるこのらじお☆UP DATE（数度ゲスト出演）

## 受賞歴
- 1998年
  - 第18回ザテレビジョンドラマアカデミー賞 監督賞（武内英樹､田島大輔､岩本仁志と共に）（『神様、もう少しだけ』）[5]
- 2008年
  - 第58回ザテレビジョンドラマアカデミー賞 監督賞（葉山浩樹と共に）（『コード・ブルー -ドクターヘリ緊急救命-』）[6]
- 2019年
  - 第73回毎日映画コンクール
    - TSUTAYAプレミアムファン賞 日本映画部門（『劇場版 コード・ブルー -ドクターヘリ緊急救命-』）[7][8]